# Silje Wergeland
Silje Wergeland (Bergen, 9 novembre 1974) è una cantautrice norvegese.
È meglio conosciuta come l'attuale cantante del gruppo rock progressivo olandese The Gathering (dal 2009).  In passato è stata la frontwoman della band norvegese Doom / gothic metal Octavia Sperati di cui fu membro fondatore.
Il 10 marzo 2009 fu annunciato che la  Wergeland si era unita alla band rock olandese The Gathering, in sostituzione della cantante Anneke van Giersbergen, che fondò un proprio gruppo musicale chiamandolo Agua de Annique. Ha due figlie, Marie, nata nell'agosto 2012 e Louise, nata nel febbraio 2016.